# Psychoneurose
Psychoneurose ist eine ab 1894 von Sigmund Freud ätiologisch bestimmte Konzeption, welche sich zur Sammelbezeichnung für psychogenetisch ausgelöste Neurosen entwickelte. Auslösend sind frühkindliche unbewusste Konflikte. Die Konzeption gewann Bedeutung für die psychoanalytische Krankheitssystematik. Damit wandte sich Freud an die zeitgenössischen Wissenschaftler, die den von William Cullen 1776 geprägten Begriff der Neurose im wörtlichen Sinne als Neuropathie, also als organisch bzw. heredo-konstitutionell verankert ansahen, und meldete hierzu seine Zweifel an. Der Begriff „Konstitution“ gewann zunehmend seit ca. 1850 mit den in der Medizin an Einfluss gewinnenden Naturwissenschaften an Bedeutung, ebenso wie der Gedanke der Entartung. Psychoneurose stellt somit einen Gegenbegriff für die somatogenetisch verursachten Nervenkrankheiten dar. 1894 benannte Freud diese Gruppe von neurotisch bedingten Erkrankungen noch als „Neuropsychosen“, womit das Schwergewicht nicht auf eine neurologisch zu beschreibende Nosologie zurückgeführt werden sollte, sondern vielmehr – nach Freud – auf unbewusste psychische Abwehrvorgänge. Synonym mit Psychoneurose ist daher auch der Begriff Abwehrneurose. Erst in seiner 1898 erschienenen Schrift zur Ätiologie der Neurosen wird von Freud die Bezeichnung Psychoneurose verwendet. C.G. Jung verwendete als synonyme Bezeichnung für Psychoneurose auch den Begriff infantile Neurose.

## Systematik
Zu den Psychoneurosen zählte Freud:
- Zwangsneurose
- Phobie
- Hysterie
- Charakterneurose.

Er führte die Auslösung dieser Neurosen auf frühkindliche, nicht aktuelle und somit unbewusste Konflikte und psychische Traumatisierungen zurück. Von diesen auslösenden ätiologischen Momenten grenzte er die Aktualneurosen ab. Eine spätere Unterscheidung Freuds ist die Abgrenzung der narzisstischen Neurosen von den Übertragungsneurosen, bezieht sich jedoch nicht auf die Trennung zwischen Psychoneurosen und Aktualneurosen.

## Geschichte der Psychiatrie
1893, also ein Jahr vor Freud, veröffentlichte Paul Julius Möbius (1853–1907) seine Einteilung der endogenen Nervenkrankheiten. Freud widerspricht mit seinem Begriff der Psychoneurose diesem für die klassische deutsche Psychiatrie später allgemein üblich gewordenen Konzept der endogenen Psychosen. Dies ist ein Grund für die noch heute in Deutschland bestehende Ablehnung der Psychoanalyse. Freud ging in seinen frühen Schriften häufig auf Möbius ein. Er verfasste auch eigens eine Schrift zur Frage der Erblichkeit von Nervenkrankheiten, die er der Schule seines Lehrers Jean-Martin Charcot (1825–1893) widmete. Der Ausdruck Psychoneurose ist Anfang der Repsychiatrisierung eines ursprünglich als naturwissenschaftlich-neurologisch gefassten Konzepts von Erkrankungen. Cullens Konzept sollte die neurotisch Kranken gerade vom Makel der moralisierenden Betrachtungsweise befreien, indem er diese Art der Erkrankung als biologisch fassbar auswies. Freuds Konzept zielte jedoch auf die peristatischen Einflüsse in der Psychiatrie.

## Gebrauch des Begriffs

### Krafft-Ebing
Richard von Krafft-Ebing (1840–1902) setzte die Psychoneurose als Gegenbegriff zur Psychischen Entartung: „Für die psychischen Störungen, die Individuen mit rüstigem Gehirn befallen, möge die Bezeichnung der Psychoneurosen, für die, welche auf Grundlage eines belasteten sich entwickeln, der Ausdruck der psychischen Entartungen gelten.“

### Dubois
Paul Dubois (1848–1918) entwickelte etwa gleichzeitig mit Freud eine Theorie über die Psychogenese vieler Seelischer Störungen. Er verwendete daher auch den Begriff Psychoneurose, um damit auf die psychogenen Ursachen der Neurose hinzuweisen. Er gebrauchte ihn speziell aber auch, um auf die Abgrenzung zu dem älteren Neurosebegriff hinzuweisen, der zahlreiche organische Störungen einschloss, so u. a. auch die Epilepsie, vgl. Organneurose.

### Freud
Sigmund Freud (1856–1939) verwendete den Begriff im Jahre 1898 in seinem Aufsatz über das Thema „Die Sexualität in der Ätiologie der Neurosen“ zur Abgrenzung von der Neurasthenie. Bei den Neurasthenien habe die Untersuchung den unmittelbaren Erfolg, „die ätiologischen Momente aus dem Sexualleben aufzudecken“. Die traumatisierenden Momente seien den Betroffenen bewusst, da sie aktuell erlebt worden seien. Bei den Psychoneurosen lasse sich dieses Moment nur auf Umwegen eruieren, was damit zusammenhänge, dass die Erhebung der Vorgeschichte der frühkindlichen Verdrängung unterliege. Das ätiologische Moment der Sexualität treffe aber sowohl für die Auslösung von Neurosen als auch für die Neurasthenien zu. Bei den Neurasthenien liege eine Aktualneurose vor, bei den Psychoneurosen sei die sexuelle Ätiologie infantiler Natur. Psychoneurose ist daher synonym mit Neurose nur insofern, als die Aktualneurosen von der Begrifflichkeit der Neurose ausgenommen werden.

## Kritik
Das von den Psychikern vertretene moralisierende Moment der Sexualität war gerade durch die Arbeiten Freuds zur Sexualität wieder kritisierend in die Diskussion der Verursachung von Neurose eingeführt worden. Da im klinischen Sprachgebrauch die unterschiedlichen Bedeutungen des Begriffs nicht immer klar voneinander unterscheidbar sind, empfiehlt es sich, bei jeder Verwendung der Bezeichnung das Gemeinte näher zu bestimmen.